# Vasile Crișan
Vasile Crișan (ur. 25 grudnia 1905) – rumuński strzelec. Uczestnik Igrzysk Olimpijskich w 1936 w Berlinie. Na igrzyskach olimpijskich zajął 42. miejsce w strzelaniu z pistoletu dowolnego z 50 metrów.